# Doraz
Doraz – wieś położona w województwie świętokrzyskim, w powiecie sandomierskim, w gminie Dwikozy, położona na skraju Wyżyny Sandomierskiej, przy drodze wojewódzkiej nr 777 Sandomierz - Maruszów.

## Historia
Doraz w XIX wieku – wieś w powiecie sandomierskim, gminie Dwikozy, parafii Sandomierz odległa o 4 wiorsty od Sandomierza. W roku 1883 liczyła 4 domy, 11 mieszkańców i 44 mórg ziemi włościańskiej. W 1975 roku włączona w granice administracyjne wsi Rzeczyca Mokra.